# Launaeetum cervicornis
Launaeetum Cervicornis és el nom donat en fitosociologia a l'associació descrita per Bolòs i Molinier de la subaliança Crithmo-Limonienion el 1958
Es caracteritza per la presència de Socarrells i Eixorba-rates, el més abundant és l'eriçó, (Launaea cervicornis, Launaea cervicornis en web). Fa formacions subarbustives amb aspecte de coixinets espinosos densos o pulvínols avesades a fer front als forts vents marins salats. Es troba en les roques allunyades del mar, bé que encara costaneres (El Limonietum caprariensis es dona en les roques més immediates). Illes Gimnèsies.
Altres espècies endèmiques acompanyants:
- Dorycnium pentapyllum ssp. fulgurans (Socarrell Alís): sobretot a Menorca
- Femeniasia balearica (Socarrell Bord): Solament a Menorca
- Astragalus balearicus (Eixorba-rates Negre o Socarrella): ambdues illes, a la costa Nord
- Anthyllis hystrix (Socarrell Gros): Sols a Menorca
- Teucrium marum ssp. occidentale (Eixorba-rates Blanc): Tan sols a Mallorca

Ref:: Bolòs, O. de et Molinier, R. (1958); Recherches phytosociologiques dans l'île de Majorque, publicat a Collectanea Botanica V:699-865.Barcelona. Comm. SIGMA nº148.